# Caso
Caso är en kommun i Spanien.Den ligger i den autonoma regionen Asturien i nordvästra delen av landet, 300 km norr om huvudstaden Madrid. Antalet invånare är 1 427 (2024). Arean är 306,62 kvadratkilometer. Caso gränsar till Aller, Sobrescobio, Piloña, Ponga, Maraña och Puebla de Lillo.